# Barbados címere

Barbados címere

Barbados címere egy aranysárga pajzs, melyen egy szakállas fikuszfa található két barbadosi orchideával. A pajzs fölött egy sisak és egy kiálló kéz látható, amely két cukornádszálat tart. A pajzsot két oldalról egy delfin és egy pelikán tartja. Alul aranyszínű szalagon olvasható az angol nyelvű mottó: Pride and Industry (Büszkeség és szorgalom).